# یوسسگروند
یوسسگروند (به آلمانی: Jossgrund) یک شهر در آلمان است که در ماین-کینتسیگ واقع شده‌است. یوسسگروند ۳٬۷۷۷ نفر جمعیت دارد.